# عنقورة (ساة)
'

تعديل مصدري - تعديل

عنقورة هي إحدى قرى عزلة ساه بمديرية ساة التابعة لمحافظة حضرموت، بلغ تعداد سكانها 285 نسمة حسب تعداد اليمن لعام 2004.